# Taki Arisa
Taki Arisa es una  actriz, cantante y modelo japonesa, originaria de la ciudad de Tokio. Su agencia es Green and Water. 

## Actuación

### DVD
- ビーエムドットスリー2008
- ＴＭＣ 2008
- リバプール 2007
- Got 2006
- トラフィックジャパン 2005
- SHIN YAMAGISHI DIGITAL MOVIE MUSEUM 2005
- マジカル 2005
- YEAH! YEAH! YEAH!2005
- Ala! Arisa 2005
- 星に願うなら 2005

### Varias actuaciones
- NTV (2005)
- BS (2005)
- TBS (2006.2008)
- ESPN (2005)
- CX (2008)

### Drama DVD
- T X (2007)
- TBS(2006)
- NHK (2005)
- TBS(2005)

### Radio
- Kiss FM